# The Girl and the Fugitive
Pour plus de détails, voir Fiche technique et Distribution.
The Girl and the Fugitive est un film muet américain réalisé par Gilbert M. Anderson et sorti en 1910.

## Fiche technique
- Titre : The Girl and the Fugitive
- Réalisation : Gilbert M. Anderson
- Scénario : Gilbert M. Anderson
- Producteur : Gilbert M. Anderson
- Société de production : The Essanay Film Manufacturing Company
- Pays d'origine :  États-Unis
- Langue : film muet avec les intertitres en anglais
- Format : Noir et blanc — 35 mm — 1,33:1 — Muet
- Genre : Western
- Durée : 10 minutes
- Date de sortie :
  -  États-Unis : 19 mars 1910

## Distribution
- Broncho Billy Anderson : Ross White
- Clara Williams : Minnie Harding
- Fred Church : un cowboy
- John B. O'Brien
- William A. Russell
- Franklin Hall
- Joseph Smith
- J. Travers
- Fred Ilenstine
- Dick Scott
- Corbet Morris
- Frank Murphy